# John Condon
John Condon est un boxeur anglais né le 28 février 1889 et mort le 21 février 1919 à Shoreditch.

## Carrière
Médaillé d'argent aux Jeux olympiques de Londres en 1908 dans la catégorie poids coqs, il devient l'année suivante champion d'Angleterre de boxe amateur . Condon passe professionnel la même année mais sans remporter le même succès. Il perd ainsi lors d'un championnat britannique en 1910 puis deux fois contre Ted Lewis.

## Palmarès

### Jeux olympiques
- Jeux olympiques d'été de 1908 à Londres[2] (poids coqs)